# زاك هيلتون
زاك هيلتون (بالإنجليزية: Zach Hilton)‏ هو لاعب كرة قدم أمريكية أمريكي، ولد في 2 يوليو 1980.